# La reconstrucción del Imperio alemán
La reconstrucción del Imperio Alemán es una obra escrita por Oswald Spengler que fue publicada en 1924 por la editorial C. H. Beck de Múnich.

## Contexto político
La obra de Spengler se ubica en los años de crisis que atravesó Alemania tras la derrota en la Primera Guerra Mundial (1914-1918). La Revolución de Noviembre (9 de noviembre de 1918), el tratado de paz impuesto del Tratado de Versalles (1919), los levantamientos y disturbios de derecha e izquierda, la ocupación del Ruhr por Francia, la posterior inflación y los levantamientos de extrema derecha en Baviera hasta el Putsch de Hitler (1923) formaron el panorama histórico de la inestable República de Weimar.
La degradación política y militar alimentó resentimientos y actitudes defensivas en todo el Imperio alemán, en ocasiones también contra las realidades políticas. Spengler mismo participa en todos estos complejos, pero no comparte la negación de la realidad que se propaga entre los alemanes.
En esta obra, por lo tanto, no se habla de actitudes heroicas, sino de las exigencias del trabajo de paciencia político, social y económico.

## El 'pantano' alemán
En su obra, Spengler lamenta con vehemencia la miseria en la que Alemania se ha visto sumida debido a la pérdida de la guerra. Los ideólogos de la Revolución de Noviembre, que en aquel entonces abundaban, como los representantes de la leyenda de la puñalada por la espalda, se diferencian de Spengler en que él atribuye la culpa del desastre de la guerra, en gran medida, a los propios alemanes.
Spengler señala graves deficiencias en la época de Bismarck. El Imperio Alemán no había comprendido en aquel entonces que "el pueblo debía ser educado para el Imperio". Por eso, la República de Weimar, con sus partidos, ofrece una imagen tan lamentable en términos políticos, sociales y organizativos.
El diagnóstico del estado actual de Alemania se amplía en Spengler con una característica propia suya como es la aversión fundamental al parlamentarismo y la democracia.

## Parlamentarismo como ceremonia
Acorde a la creencia de Spengler, el futuro pertenece al gesto autoritario y dominante desde arriba, a la "fuerte y extraordinaria consolidación del poder gubernamental con gran responsabilidad".
Spengler deja entrever sin tapujos cuál es, en última instancia, el papel que le asigna a las futuras representaciones populares. Es evidente que, en tales condiciones, el trabajo parlamentario degeneraría en una mera ceremonia. Además, resulta irritante que Spengler haga referencia una y otra vez al "buen ejemplo" que Benito Mussolini está dando en Italia (desde 1922).
No obstante, no todo lo que Spengler dice sobre lo deseable de la ordenación parlamentaria está anticuado hoy en día. Entre sus ideas se encuentra la de que los ministros deberían ser nombrados y destituidos por el canciller, no por resoluciones parlamentarias. La Ley Fundamental para la República Federal de Alemania de 1949 adoptó esta idea (aunque sin duda no directamente de Spengler) en el marco de la competencia directriz (o Richtlinienkompetenz en alemán) del Canciller Federal y la responsabilidad ministerial.

## Servicio público y personalidad
En la obra, Spengler contribuye con una comprensión estricta del servicio público y el deber. Las aptitudes para ello están presentes en Alemania en principio. Spengler menciona en este contexto, incluso (quizás de manera sorprendente), a August Bebel, incluyendo su talento para la organización y la educación desde arriba, que recuerda al rey Federico Guillermo I de Prusia.
Para Spengler, un estricto concepto de servicio público solo puede prosperar si la población alemana se libera del error de que el Estado existe para su bienestar social. Por el contrario, la creación de demasiado bienestar es perjudicial.
Las ideas de Spengler sobre el futuro servicio público se basan en un concepto de obligación prusiano y en un riguroso principio de rendimiento. Algunos de estos aspectos, como por ejemplo la remuneración según el rendimiento, están volviendo en estos momentos en el marco de la mejora de la eficiencia del servicio público. Otros parecen desesperadamente anticuados, como la exigencia de Spengler de que la burocracia se presente con "aire marcial". Otras exigencias, por otro lado, caen más bien en la categoría de 'divertidas', como la idea de Spengler de que los funcionarios deberían hacer más deporte.
Spengler no deja dudas sobre lo que este concepto de servicio público pretende lograr en última instancia: “el objetivo de la crianza es aquí una capa de comandantes de primer rango".

## Nueva pedagogía
Spengler cree que el resurgimiento de Alemania debe prepararse también en el ámbito de la educación concreta. Pero cree que, lamentablemente, falta eso: el ideal educativo todavía se basa demasiado en la educación humanista del siglo XIX. siglo, que era ajena al mundo y, por lo tanto, políticamente irrelevante.
Spengler aboga por una formación práctica. Así como él la describe, en algunos puntos se asemeja a la formación dual. Específicamente, y no del todo desconocido para los oídos actuales, exige la mejora de la competencia lingüística.
Spengler también se plantea las futuras regulaciones de los exámenes. En este caso, rechaza cualquier privilegio de examen. Los trabajadores también pertenecen a la actividad educativa del Estado (por lo tanto, tendrían acceso a los rangos superiores en el servicio al todo).

## Deber antes que derecho
Para Spengler, el derecho es el resultado de las obligaciones: "En todas partes son las obligaciones las que generan derechos. El derecho alemán actual carece de esta idea, al igual que de todas las ideas.” Spengler incluso opina que la recepción del derecho romano corrompió al pueblo alemán, que es «sensiblemente germánico».
No sería arriesgado calificar este párrafo de la obra como particularmente extraño y obsoleto. Aquí Spengler se explaya en detalle en cuestiones jurídicas que, en los sistemas modernos de derecho penal y civil, difícilmente podrían tener cabida. Un ejemplo de estas cuestiones podrían ser los problemas de honor.

## Inflación y bolchevismo fiscal
El hecho de que Spengler se interesara por cuestiones monetarias y de circulación de dinero tenía una gran actualidad en 1924. En el transcurso de la ocupación del Ruhr, el gobierno alemán había hecho un llamado a la resistencia pasiva contra Francia. Esto no tuvo éxito y como efecto secundario hizo que el marco alemán se derrumbara. No es de extrañar que Spengler se interesase por este tema, ya que su objetivo era una amplia y saludable reconstrucción para Alemania.
Según Spengler, las cosas habrían tomado un giro decisivo "al trasladar el escenario de Berlín a París y al involucrar la futura moneda en el plan de reparaciones". Sin embargo, para Spengler, esto implica una teoría de la conspiración más oscura: “¿ocurrió esta implicación por casualidad o de manera planificada? ¿Fue aprobado o combatido por parte de Alemania o no se comprendió en absoluto?”
De cualquier manera, Spengler ve en la república democrática una cantidad considerable de elementos que evitan la luz y que tienen interés en el saqueo de la sociedad y en la exacerbación de la crisis. Esto incluye, además de la expropiación directa a través de la inflación, la redistribución de la propiedad mediante leyes fiscales absurdas, como Spengler cree. Spengler llega a llamar al procedimiento del incipiente Estado social y de bienestar «bolchevismo fiscal».
Por supuesto, se podría discutir sobre la veracidad histórica de esta afirmación. No obstante, Spengler aborda algunos aspectos de la política fiscal moderna que (generalmente y bajo el pretexto liberal) también dominan los debates actuales. El término "impuesto de envidia" es un ejemplo paradigmático de ello.
Spengler diagnostica (también en relación con la actualidad) las debilidades del moderno estado de bienestar y de intervención. Esto consistiría en la transferencia de la propiedad y, en consecuencia, en la fuga del capital de cualquier carga fiscal, en la tendencia a especular con dinero que no se tiene, en la burocracia excesiva y costosa para mantener el sistema y, por supuesto, en la tributación en sí.

## Antimarxismo
Spengler no se perfila como un ‘enemigo de los obreros’. Más bien, pretende liberarlos de una ideología que, a su juicio, es nefasta.
Es evidente que los críticos de Spengler verían en ello la producción deliberada de una “falsa conciencia”. Para Spengler, el obrero no deber ser rico, sino sentirse orgulloso. Esta idea responde a su concepción aristocrática del ser humano, una concepción que, ciertamente comparte con Nietzsche en este punto. 
La otra cara del antimarxismo spengleriano se pasa por alto con frecuencia en la actualidad. Consiste en una advertencia contra el uso indebido del poder del capital. En este punto, Spengler piensa de manera noble, no en términos de dinero (aunque como filósofo de la historia, considera inevitable la llegada del dominio del dinero)

## Situación mundial
Spengler concluye su obra con una mirada hacia la situación mundial contemporánea. No resulta sorprendente, ya que el contexto de sus reflexiones sobre la reconstrucción del Reich alemán se debe a un objetivo a largo plazo en materia de política exterior. Alemania debe volver a tener voz -o más bien, tenerla por primera vez de forma plena- en la política mundial. 
Spengler aconseja paciencia, no actuar impulsivamente. Esto se corresponde con su sobria concepción de la política, que para él es más que simplemente un conjunto de escritos, desfiles y proclamas de partido.  
Francia siempre fue objeto de obsesión en el pensamiento de Spengler. Como filósofo nacionalista alemán y pensador político, el país lo fascinaba tanto como lo repugnaba. Su resentimiento antifrancés derivaba de la constatación -según él- de una profunda decadencia de la grande nation. Francia estaría interiormente agotada y envejecida, con una baja tasa de natalidad y falta de ideas. Tanto peor es, por tanto, que el destino del mundo haya vuelto a conceder tanto poder precisamente a esta Francia. 
“Francia no deja hoy lugar a dudas de que lo que desea de Alemania no es dinero, sino poder”.
La reconstrucción del Imperio Alemán se dirige, en última instancia, contra el eterno enemigo del oeste (Erbfeind en alemán).

## Consideraciones
¿Debería calificarse la obra de Spengler, La reconstrucción del Reich alemán como anticuada o como vigente? Ambos elementos está presentes, aunque es probable que las afirmaciones realmente actualizables se encuentren claramente en minoría. Además, no basta con extraer ciertos comentarios de Spengler fuera de su contexto y considerarlos ‘correctos en sí mismos’. Puesto que todos los juicios, propuestas y sugerencias -por marginales que parezcan- están, en Spengler, estrechamente relacionados con la creación de un Estado autoritario. Este Estado, conforme a los principios del prusianismo y el socialismo, sería una comunidad jerárquicamente estructurada y completamente organizada (aunque internamente permeable), que como colectivo tendría una misión histórica que cumplir. Es decir, la que Spengler atribuye a todo pueblo que se mantenga en forma: la misión de asumir el dominio sobre otros, a ser posible sobre toda la cultura occidental en proceso de descomposición. Así, incluso los detalles de la pedagogía o del procedimiento parlamentario terminan convirtiéndose, en última instancia, en funciones del futuro alcance imperial. Precisamente por eso -y no por una supuesta irrelevancia general de sus observaciones puntuales- es que hoy en día se ha desestimado la obra de Spengler.

## Enlaces web
Neubau des Deutschen Reiches por Zeno.org. 